# Vértigo (álbum de Dikers)
Vértigo es el séptimo disco de estudio del grupo español Dikers. Está producido por su guitarrista y cantante, Iker Piedrafita.

## Lista de canciones
| Vértigo |                        |          |  |
| N.º     | Título                 | Duración |  |
| 1.      | «Ababol»               | 3:18     |  |
| 2.      | «Pretencioso»          | 3:47     |  |
| 3.      | «Molotov»              | 3:38     |  |
| 4.      | «No Hay Más»           | 4:39     |  |
| 5.      | «Olek»                 | 3:29     |  |
| 6.      | «Luz»                  | 4:21     |  |
| 7.      | «Lárgate de Aquí»      | 3:29     |  |
| 8.      | «Pan de Canela»        | 4:08     |  |
| 9.      | «La Chica de la Curva» | 4:39     |  |
| 10.     | «Ya No Te Espero»      | 5:29     |  |
| 11.     | «A Quemarropa»         | 4:04     |  |
| 12.     | «Vitaminas»            | 3:19     |  |

## Integrantes
- Iker Piedrafita - Voz, guitarra
- Ibán Viedma - bajo, coros
- Sergio Izquierdo - batería